# Malecón Costero de Ilo

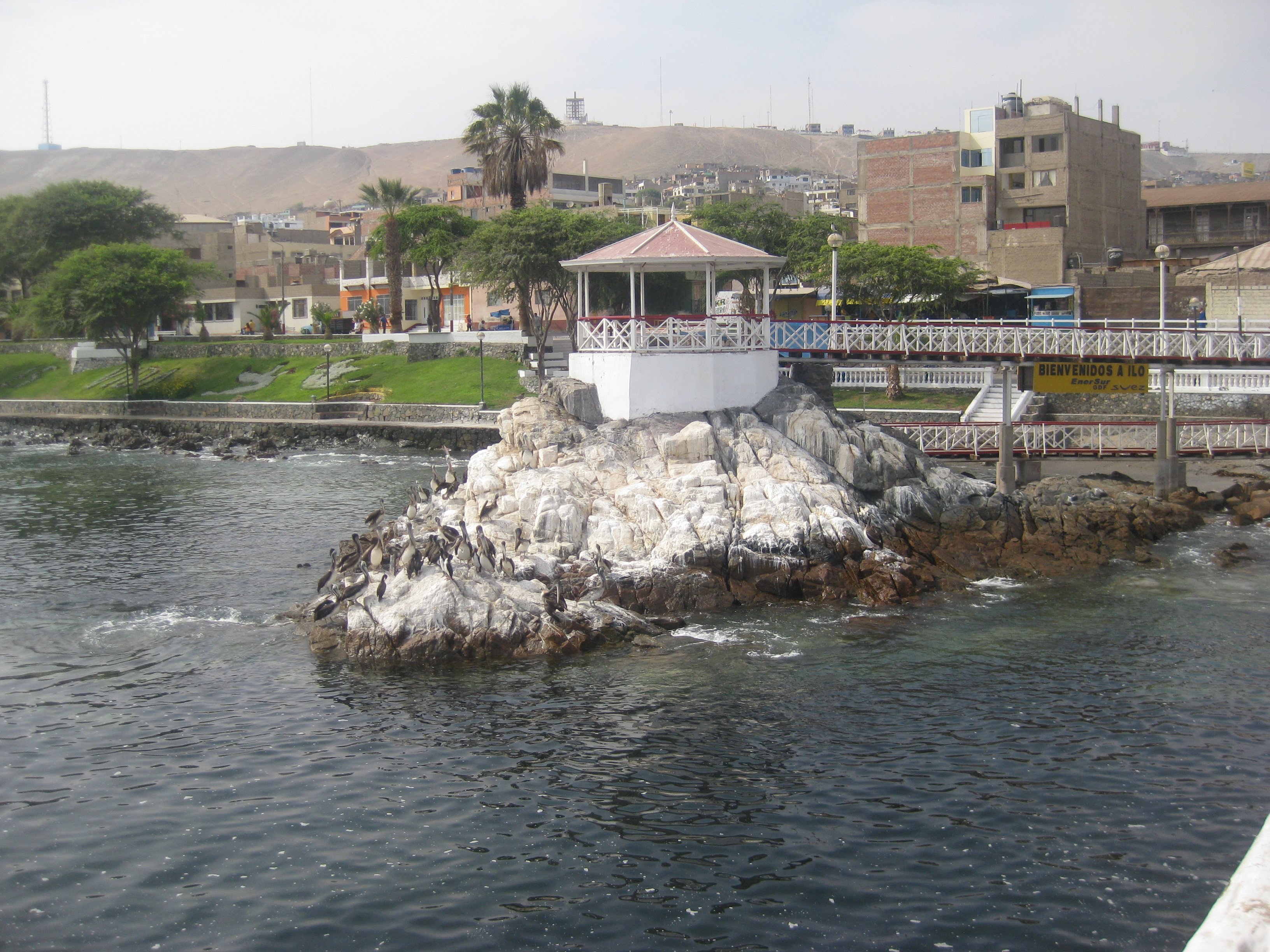

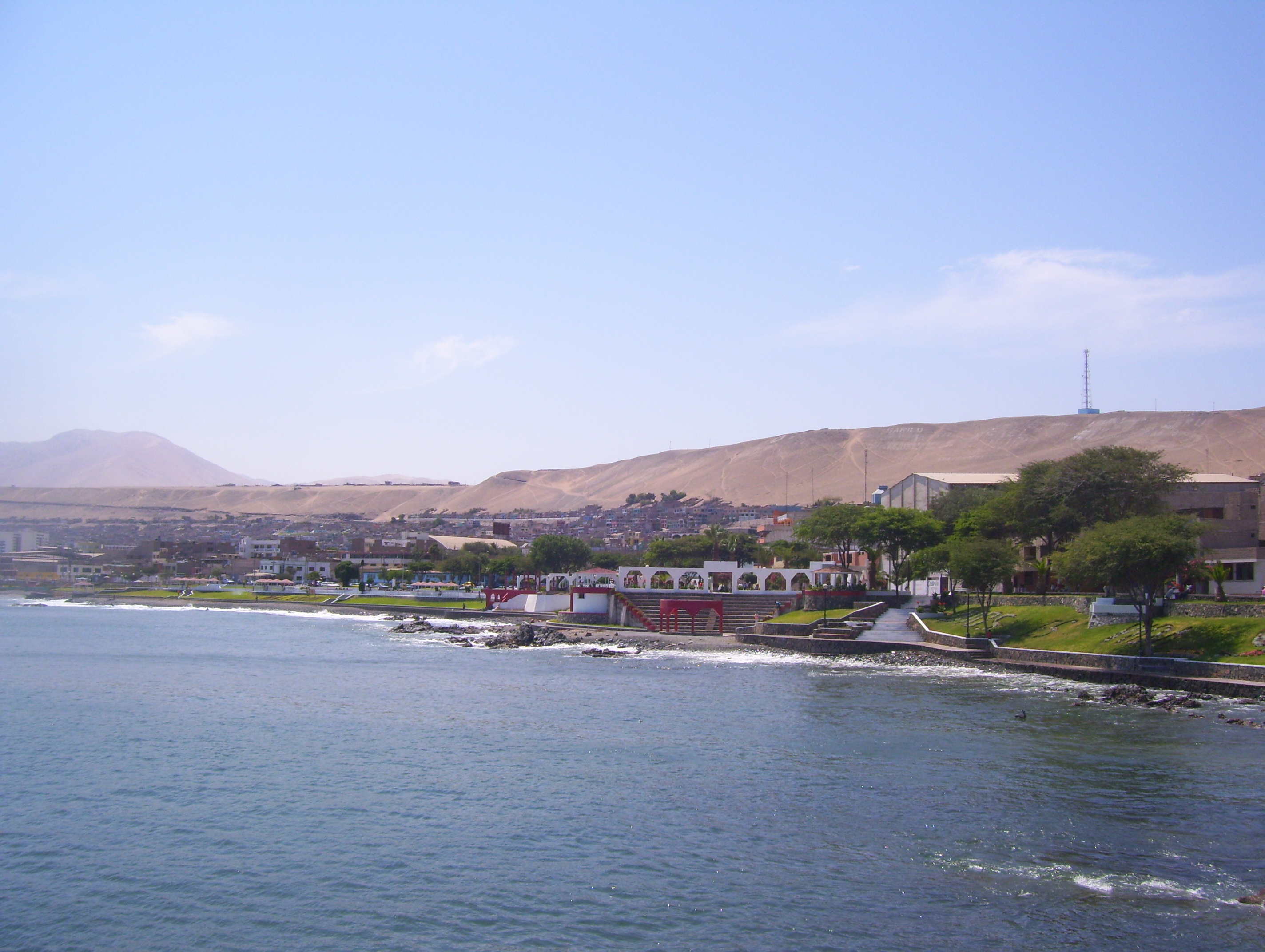

El Malecón Costero de Ilo es un malecón ubicado en Ilo, departamento de Moquegua, Perú. Se ubica en el borde costero del océano Pacífico. Tiene una extensión de 1.6 kilómetros desde el muelle Fiscal hasta la Plaza Perú. Alrededor del malecón se encuentra el Muelle Fiscal, la Glorieta y la Municipalidad Provincial de Ilo.

## Lugares de interés
- Plaza del Ejército
- Plaza de la Policía Nacional[2]
- Anfiteatro[3]
- Muelle Fiscal

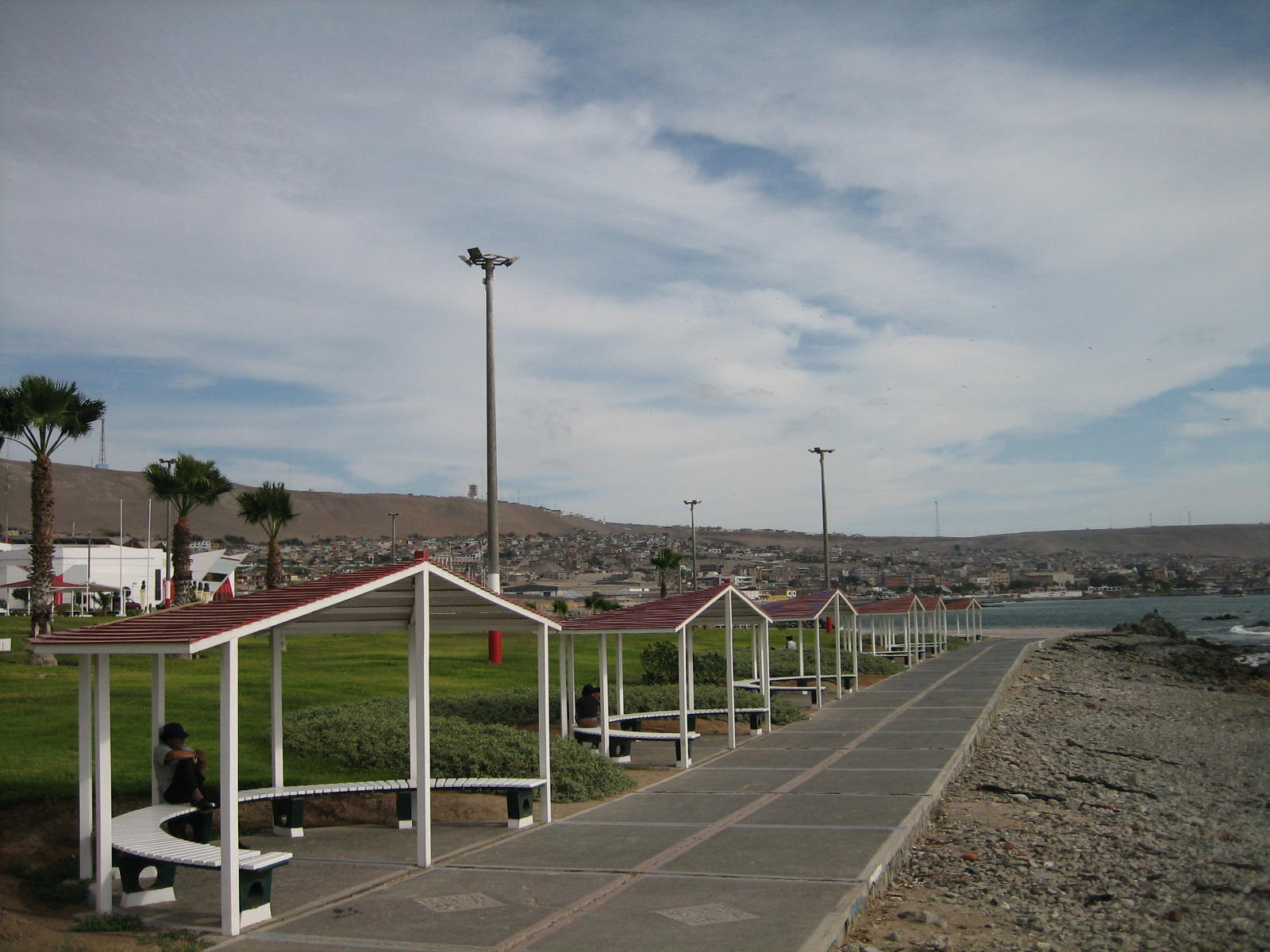
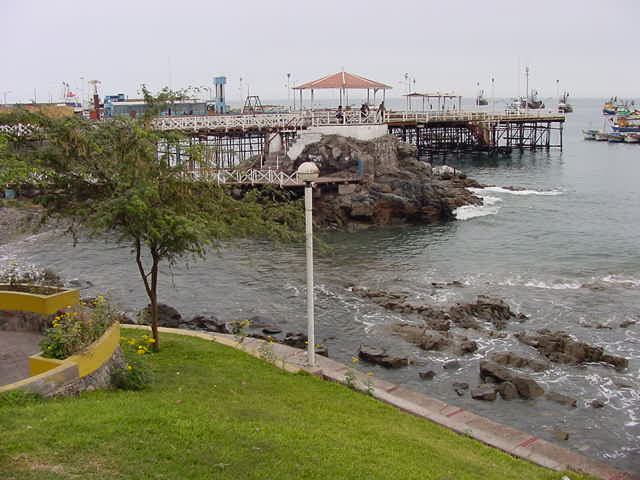
Glorieta
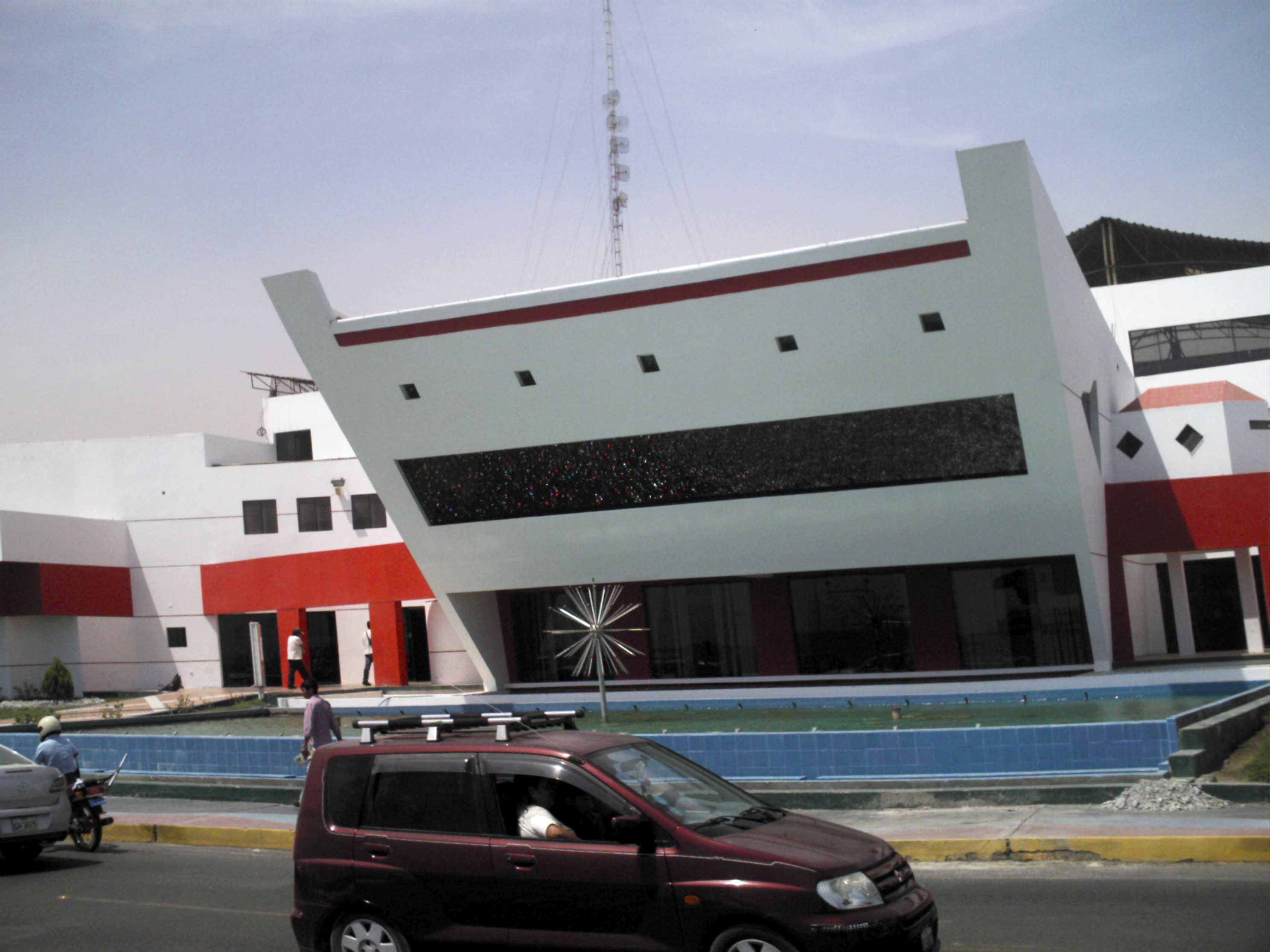
Municipalidad Provincial de Ilo

- Glorieta
- Municipalidad Provincial de Ilo